# Юрий Всеволодович (князь холмский)

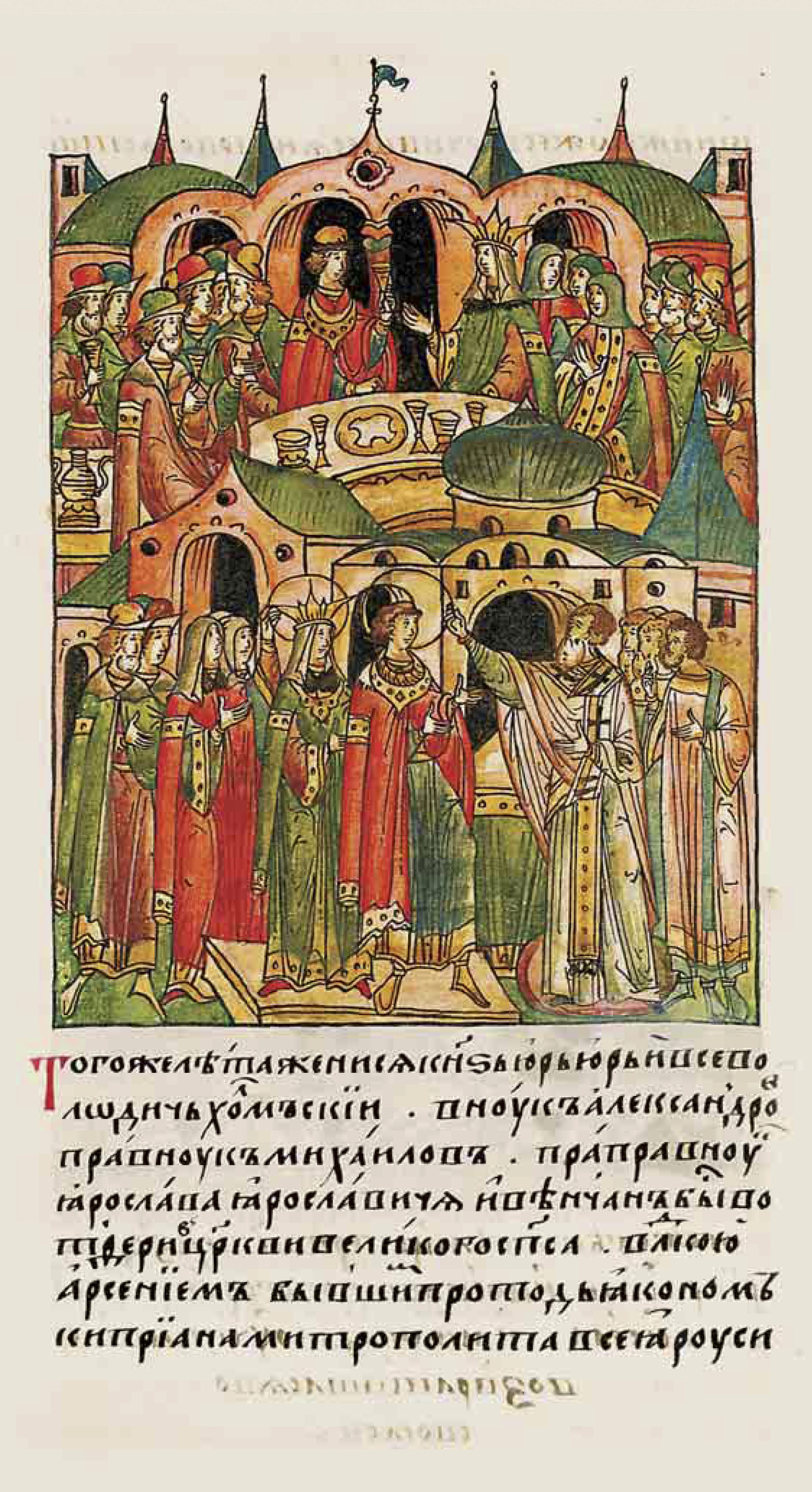
Свадьба князя

Юрий Всеволодович — князь холмский (Тверской земли) в 1366—1408 годах, сын Всеволода Александровича, вступил в обладание уделом, совместно со своим младшим братом, Иваном в 1364 году после смерти отца.
В 1403 году Юрий бежал в Москву, а оттуда в 1407 году поехал в Орду искать великого княжения Тверского под своим двоюродным братом Иваном Михайловичем. Последний, узнав об этом, также отправился в Орду судиться с Юрием. Ордынские князья взяли сторону Ивана и с честью отпустили его в Тверь, а Юрия задержали в Орде. Вернувшись оттуда с ярлыком на удел, но, не добившись Холма, он, видимо, вскоре умер.
Является героем второго плана повести С. И. Фингарет «Богат и славен город Москва».